# Xenocatantops jagabandhui
Xenocatantops jagabandhui är en insektsart som beskrevs av Bhowmik 1986. Xenocatantops jagabandhui ingår i släktet Xenocatantops och familjen gräshoppor. Inga underarter finns listade i Catalogue of Life.